# Freeport (Bahamas)
Freeport è una città e distretto delle Bahamas con 26 910 abitanti al censimento 2010. È situata nella parte occidentale dell'isola di Grand Bahama. È un porto franco.

## Geografia fisica

### Territorio
Freeport si trova sulla costa meridionale dell'isola di Grand Bahama, a circa 100 km ad est della costa di Palm Beach (Florida) lungo una delle principali vie di navigazioni est-ovest e nord-sud.

### Clima
Freeport è caratterizzato da un clima tropicale con inverni temperati. Le temperature scendono raramente sotto i 15 °C, con una media tra i 25 °C ed i 30 °C. La temperatura dell'acqua varia tra i 20 °C ed i 25 °C. Gli inverni sono generalmente miti (da 15 °C a 25 °C) e secchi (con l'eccezione di precipitazioni dovute a fronti freddi), mentre le estati sono generalmente calde ed umide.
| Freeport            | Mesi | Mesi | Mesi | Mesi | Mesi | Mesi | Mesi | Mesi | Mesi | Mesi | Mesi | Mesi | Stagioni | Stagioni | Stagioni | Stagioni | Anno  |
| Freeport            | Gen  | Feb  | Mar  | Apr  | Mag  | Giu  | Lug  | Ago  | Set  | Ott  | Nov  | Dic  | Inv      | Pri      | Est      | Aut      | Anno  |
| ------------------- | ---- | ---- | ---- | ---- | ---- | ---- | ---- | ---- | ---- | ---- | ---- | ---- | -------- | -------- | -------- | -------- | ----- |
| T. max. media (°C)  | 23   | 23   | 25   | 27   | 28   | 30   | 31   | 31   | 31   | 29   | 27   | 24   | 23,3     | 26,7     | 30,7     | 29       | 27,4  |
| T. min. media (°C)  | 18   | 18   | 19   | 21   | 23   | 25   | 26   | 26   | 25   | 23   | 21   | 18   | 18       | 21       | 25,7     | 23       | 21,9  |
| Precipitazioni (mm) | 58   | 58   | 66   | 53   | 142  | 165  | 142  | 206  | 251  | 170  | 86   | 80   | 196      | 261      | 513      | 507      | 1 477 |

## Storia

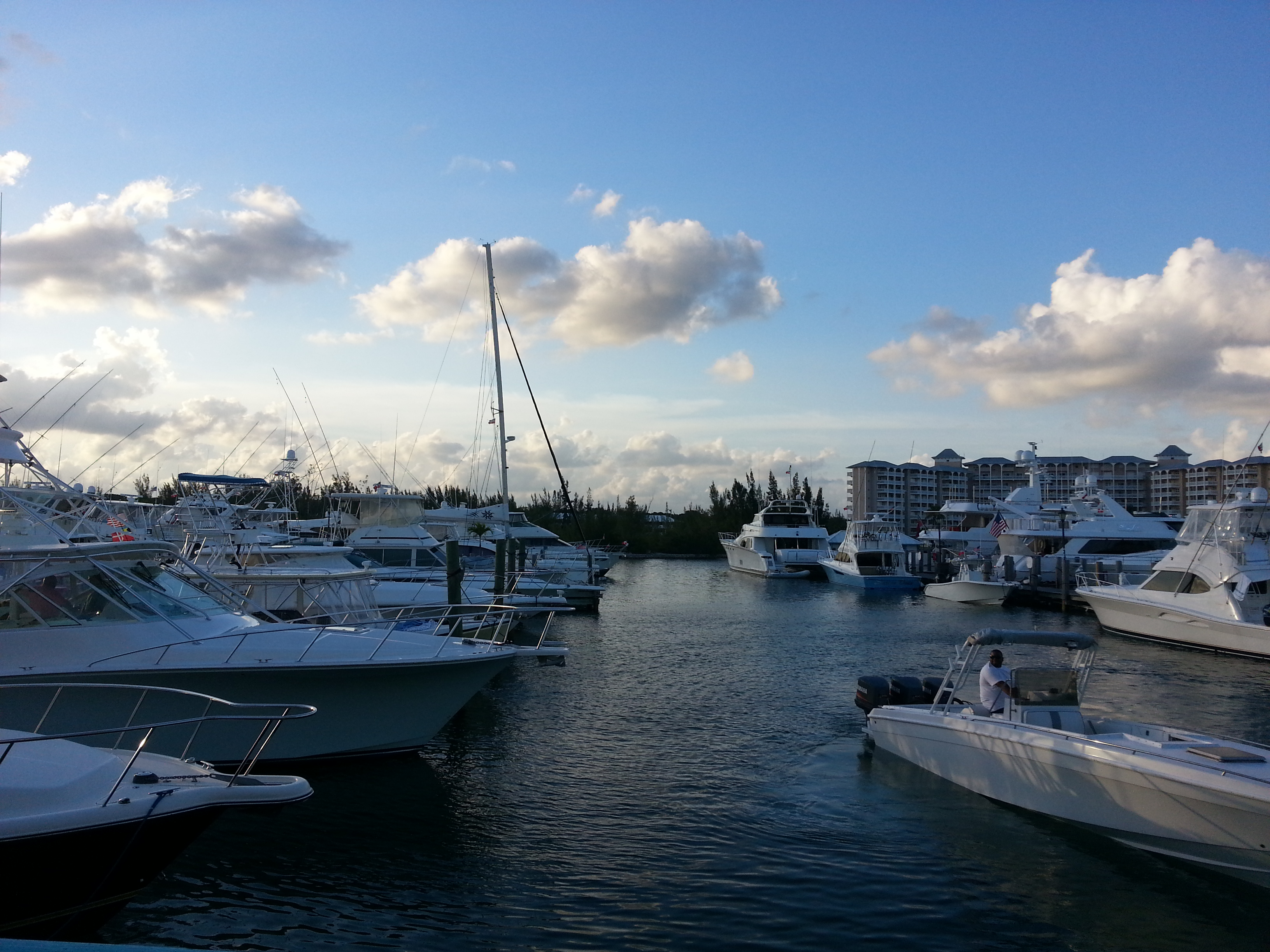
Marina di Port Lucaya Marketplace

Nell'agosto 1955 venne stipulato il Hawksbill Creek Agreement tra il governo delle Bahamas e Wallace Groves, un finanziere della Virginia con interessi in Grand Bahama, tramite il quale venivano assegnati 200 km² di pineta con consistenti aree di palude ed arbusti con il mandato di sviluppare economicamente l'area.
Per la gestione della free trade zone garantita dall'accordo fu creata la Grand Bahama Port Authority (GBPA), che funge anche da amministrazione comunale. L'accordo è stato recentemente esteso fino al 3 agosto 2054, con un incremento dell'area d'interesse a 560 km².
Freeport attualmente è la seconda città più popolosa delle Bahamas dopo Nassau.

## Monumenti e luoghi d'interesse

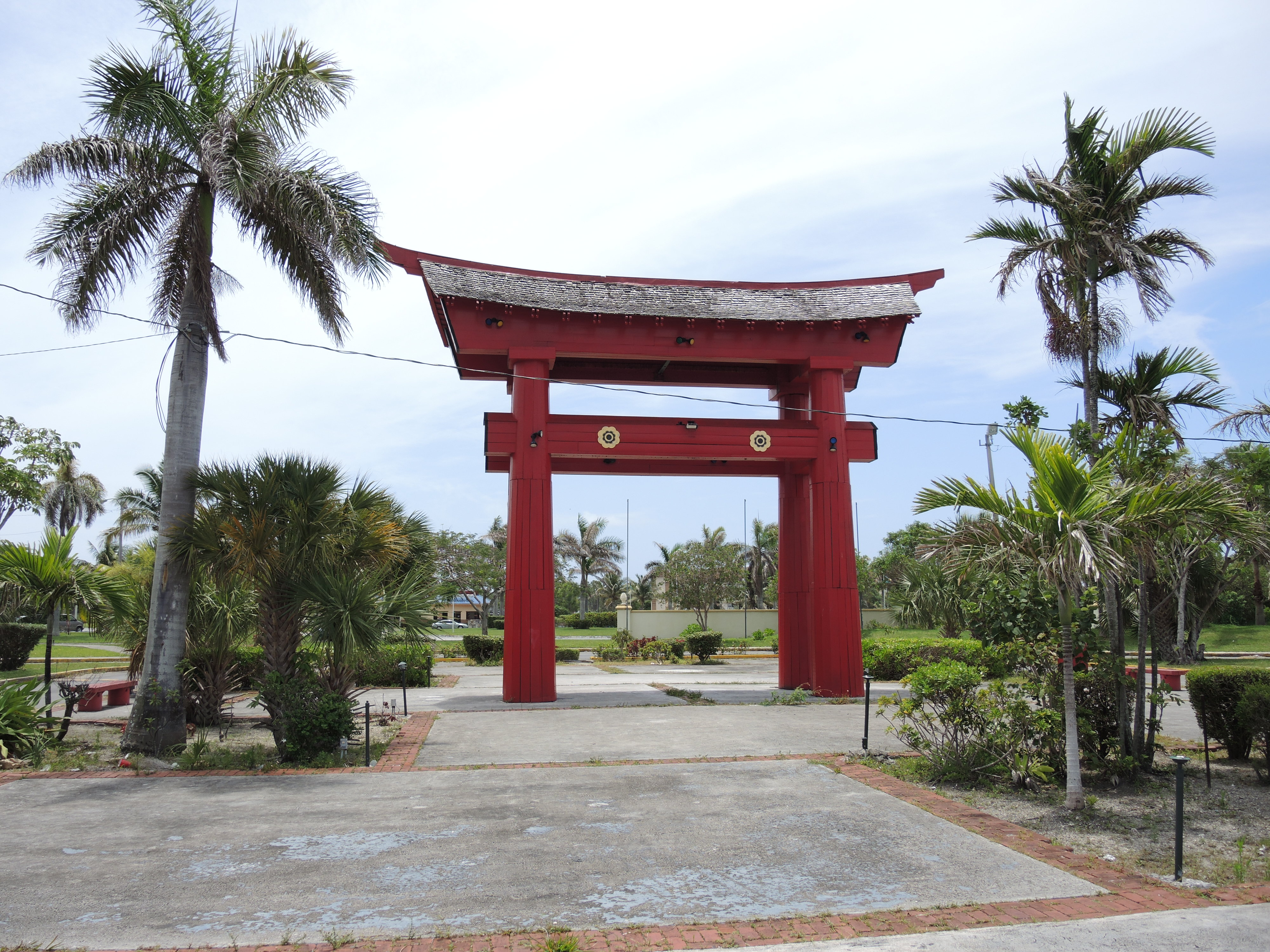
International Bazaar

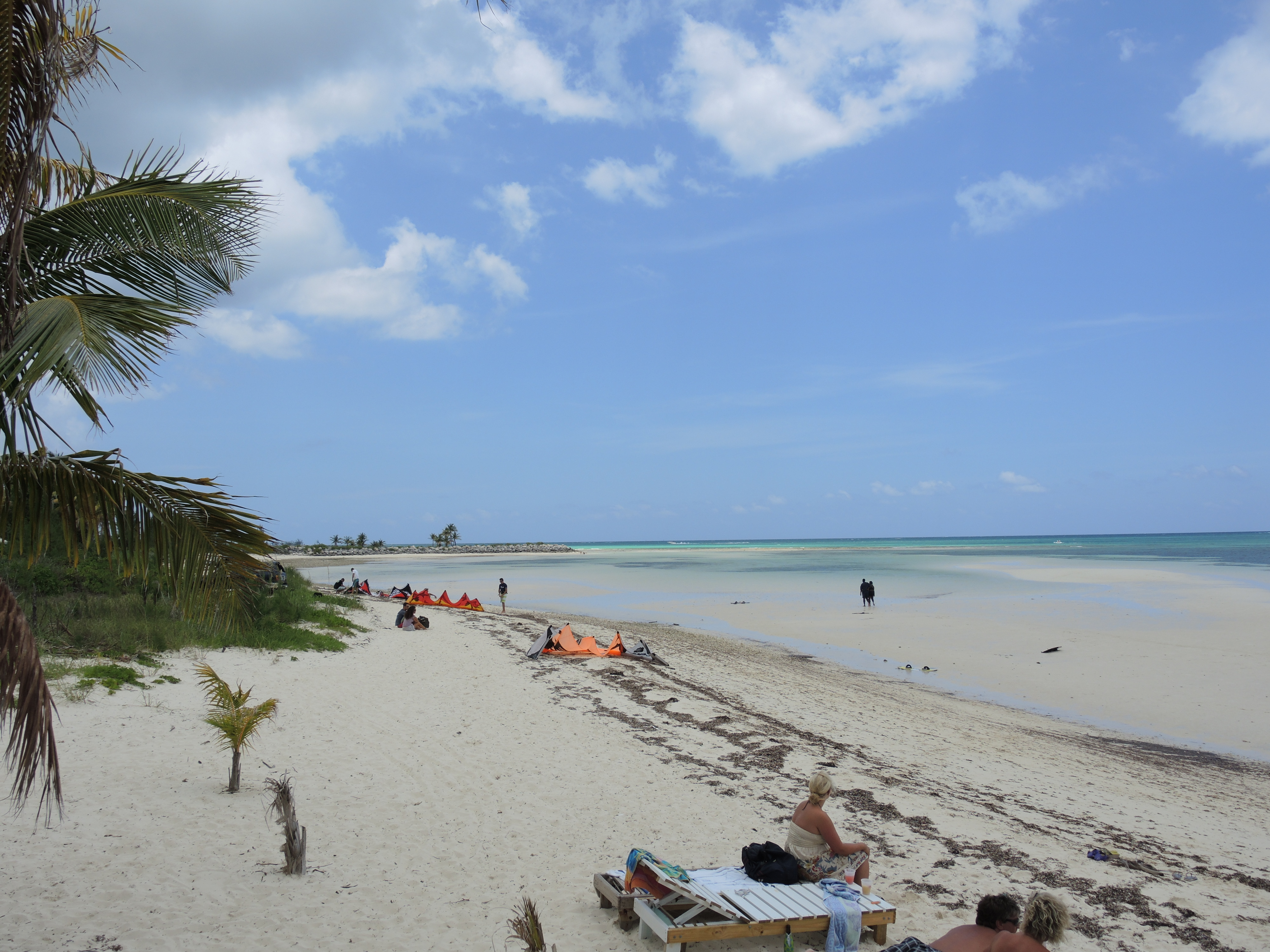
Banana Bay

### Zone commerciali
- Port Lucaya Marketplace: è un centro commerciale all'aperto nella zona sud di Freeport, nei pressi di una delle spiagge dell'isola
- International Bazaar: situato al centro della città, ha subito ripercussioni notevoli dopo la riduzione del turismo dovuta agli uragani del 2004, con un pochi visitatori e molti dei negozi che risultano ancora chiusi.

### Aree naturali
La costa meridionale dell'isola è caratterizzata da numerose spiagge, tra le quali Coral Beach, Williams Town Beach, Xanadu Beach, Taino Beach, Barbarry Beach, Plane-crash Beach.
- Lucayan National Park: copre un'area di 0,16 km² all'interno di Gold Rock Beach, una delle spiagge più famose dell'isola e set per le riprese per i film Pirati dei Caraibi - La maledizione del forziere fantasma e Pirati dei Caraibi - Ai confini del mondo. Ospita un complesso sistema di caverne, delle quali alcune visitabili.[3]
- The Rand Nature Centre: prende il nome dal suo fondatore James Rand;[4]
- Peterson Cay National Park: situato su una piccola isola a sud delle Grand Bahama, fondato da Peter Barratt, un architetto che ha contribuito nella pianificazione di Freeport.[5]
- Garden of the Groves: nato come giardino privato del fondatore della città Wallace Groves, è attualmente un parco privato visitabile dai turisti;[6]

## Economia
La free trade zone gestita dalla Grand Bahama Port Authority è uno dei motori dell'economia dell'isola. Port Lucaya è uno dei principali porti container al mondo, che serve principalmente la costa orientale degli Stati Uniti, oltre ad essere uno dei punti di attracco della flotta crociere. L'altro settore particolarmente importante in questo contesto è quello bancario.
Il turismo, che ha toccato il milione di visitatori l'anno, è considerevolmente diminuito dal 2004, quando gli uragani Francese Jeanne colpirono l'isola. Gran parte dei visitatori si concentra nel quartiere di Lucaya, che deve il suo nome agli abitanti precolombiani dei Lucaiani. La gran parte degli hotel si trova sulla costa meridionale, caratterizzata da spiagge sabbiose.

## Infrastrutture e trasporti

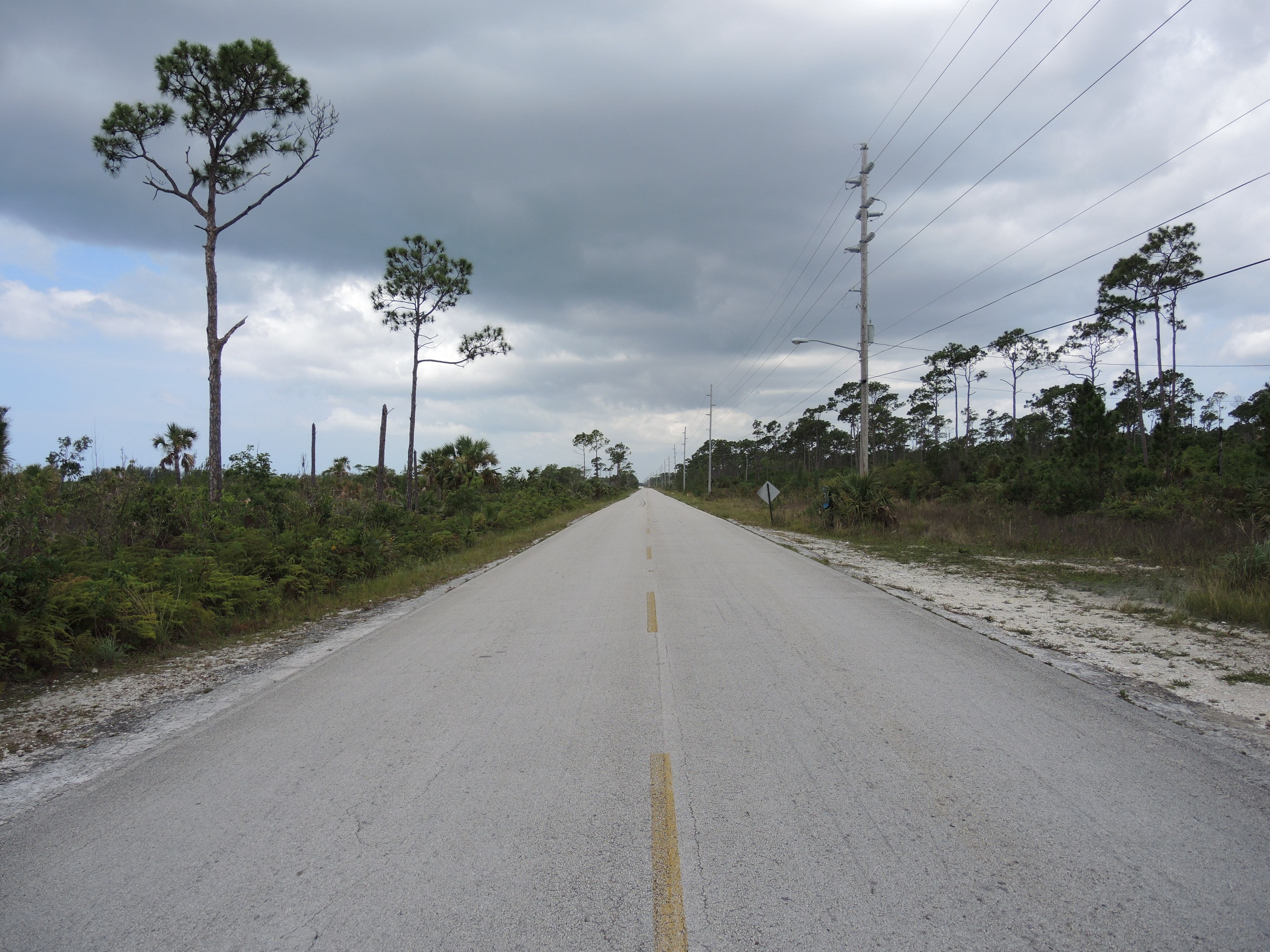
Grand Bahama Highway

### Porti
Freeport Harbor è il porto principale delle Grand Bahama. Al porto attraccano molte navi da crociera e traghetti da West Palm Beach e Fort Lauderdale.

### Aeroporti
Il principale aeroporto che serve la città è il Grand Bahama International Airport. Ci sono voli American Eagle Airlines da Miami e voli Bahamasair, United Airlines e Spirit Airlines da Fort Lauderdale.

### Mobilità urbana
Il principale mezzo di trasporto sono i taxi, che hanno tipicamente un prezzo fisso per le proprie corse (8 $ nel 2013). Dal porto e l'aeroporto sono disponibili taxi collettivi, anche questi con una tariffa fissa a passeggero (5 $ nel 2013). Il trasporto pubblico è fatto anch'esso con delle navette con un costo inferiore a quello dei taxi (3 $ nel 2013), ma non ci sono corse dopo le 19:00.

## Galleria d'immagini

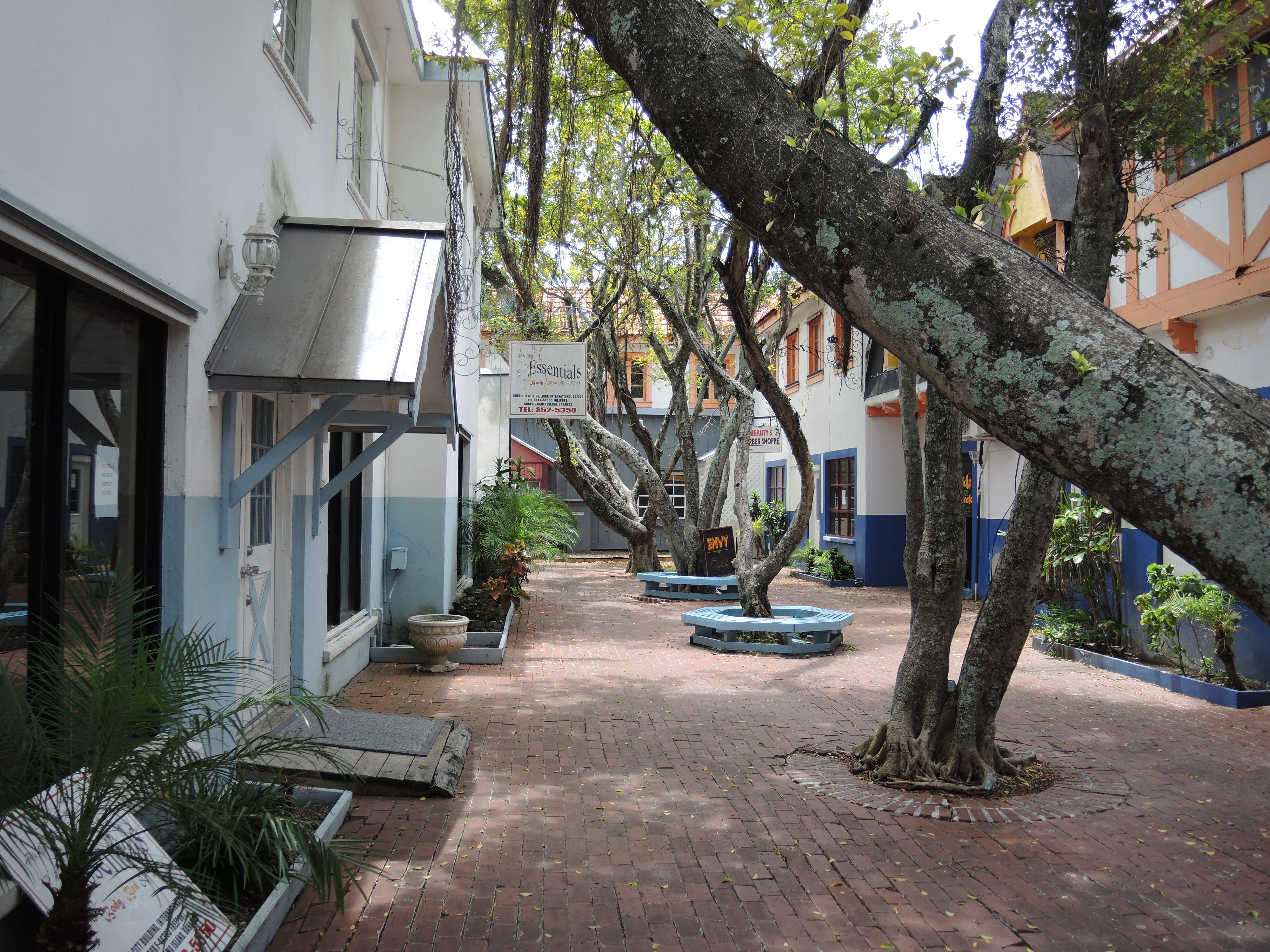
The International Bazaar
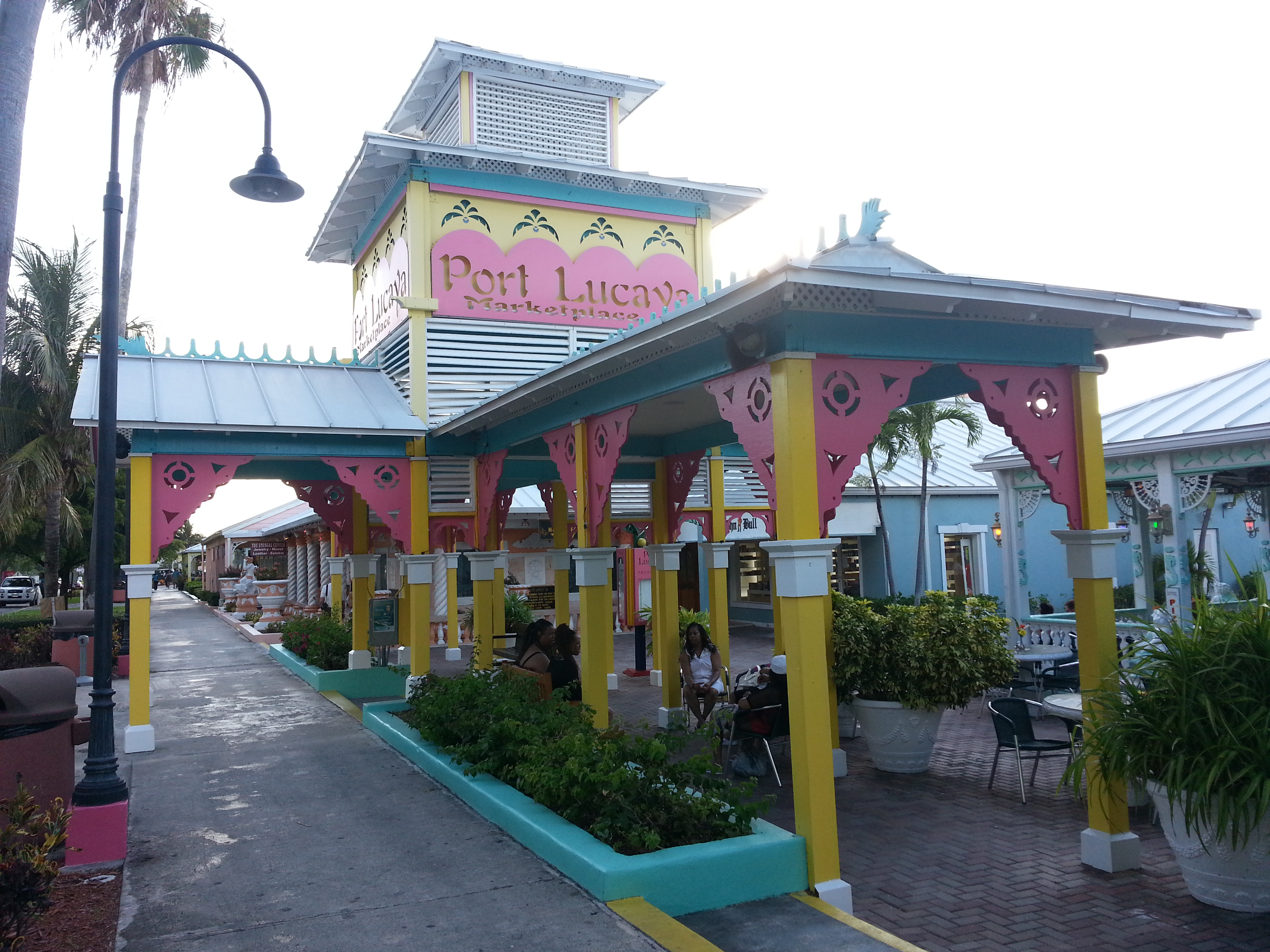
Port Lucaya Marketplace
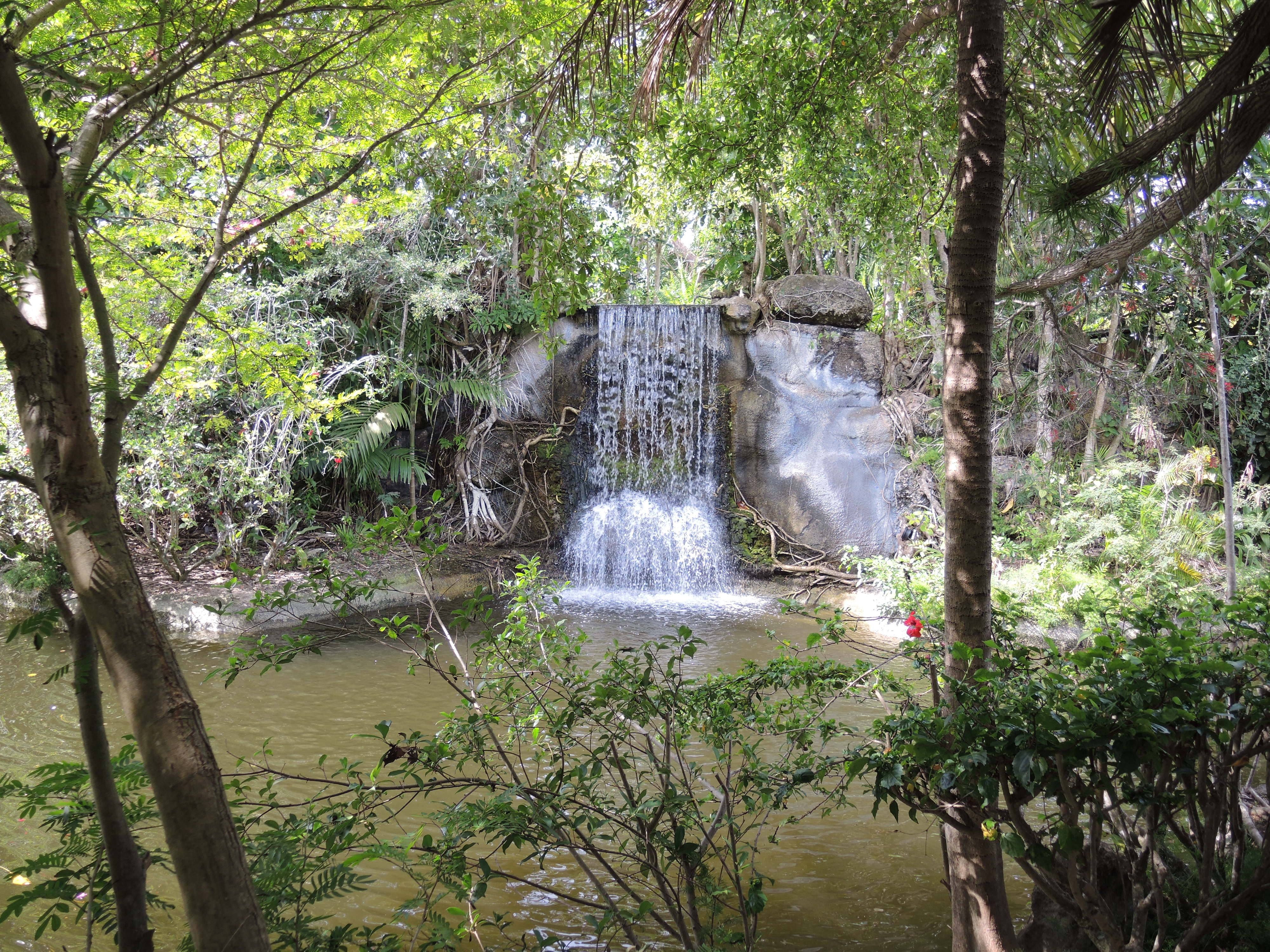
The Garden of the Groves
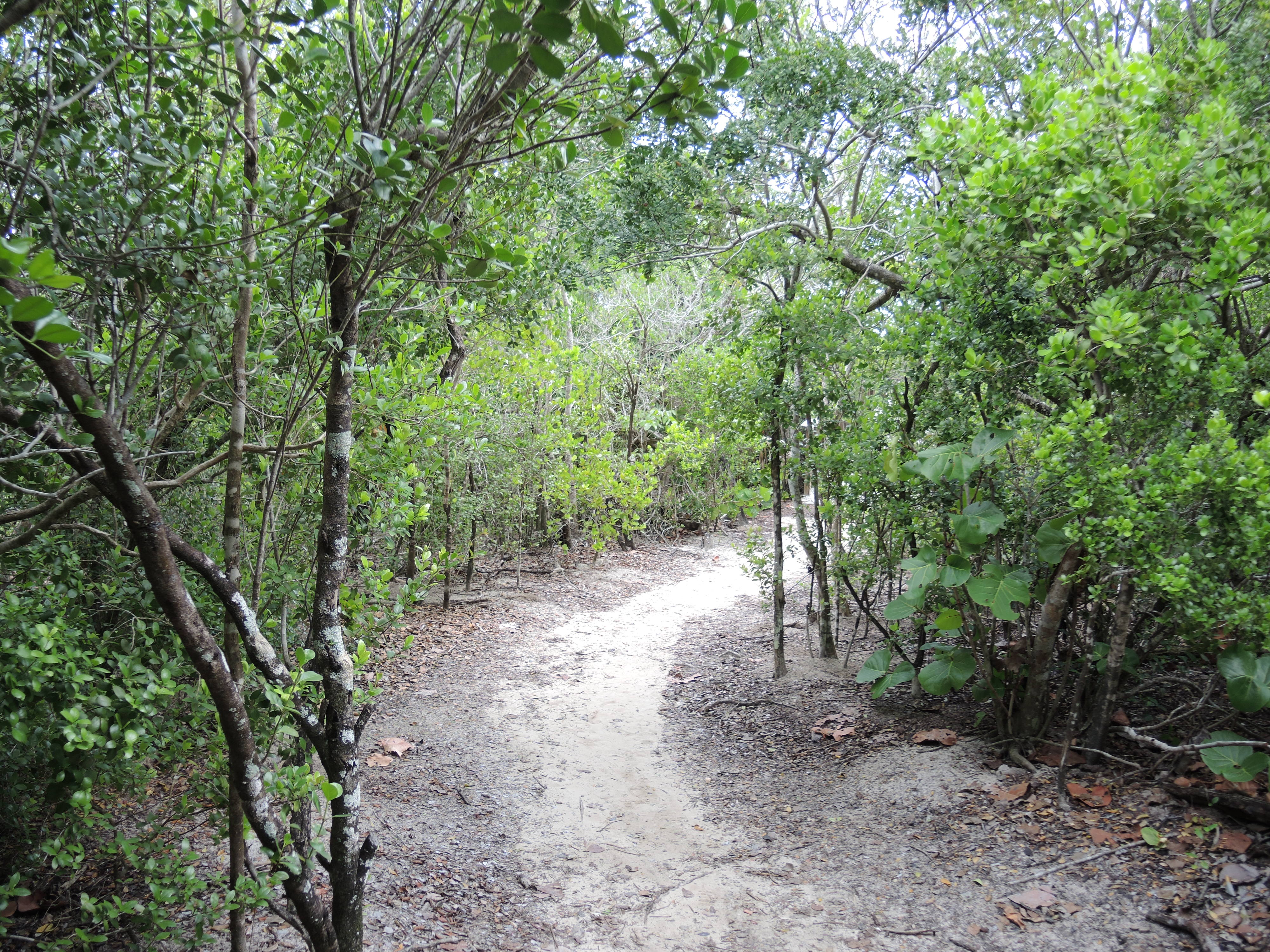
Lucayan National Park
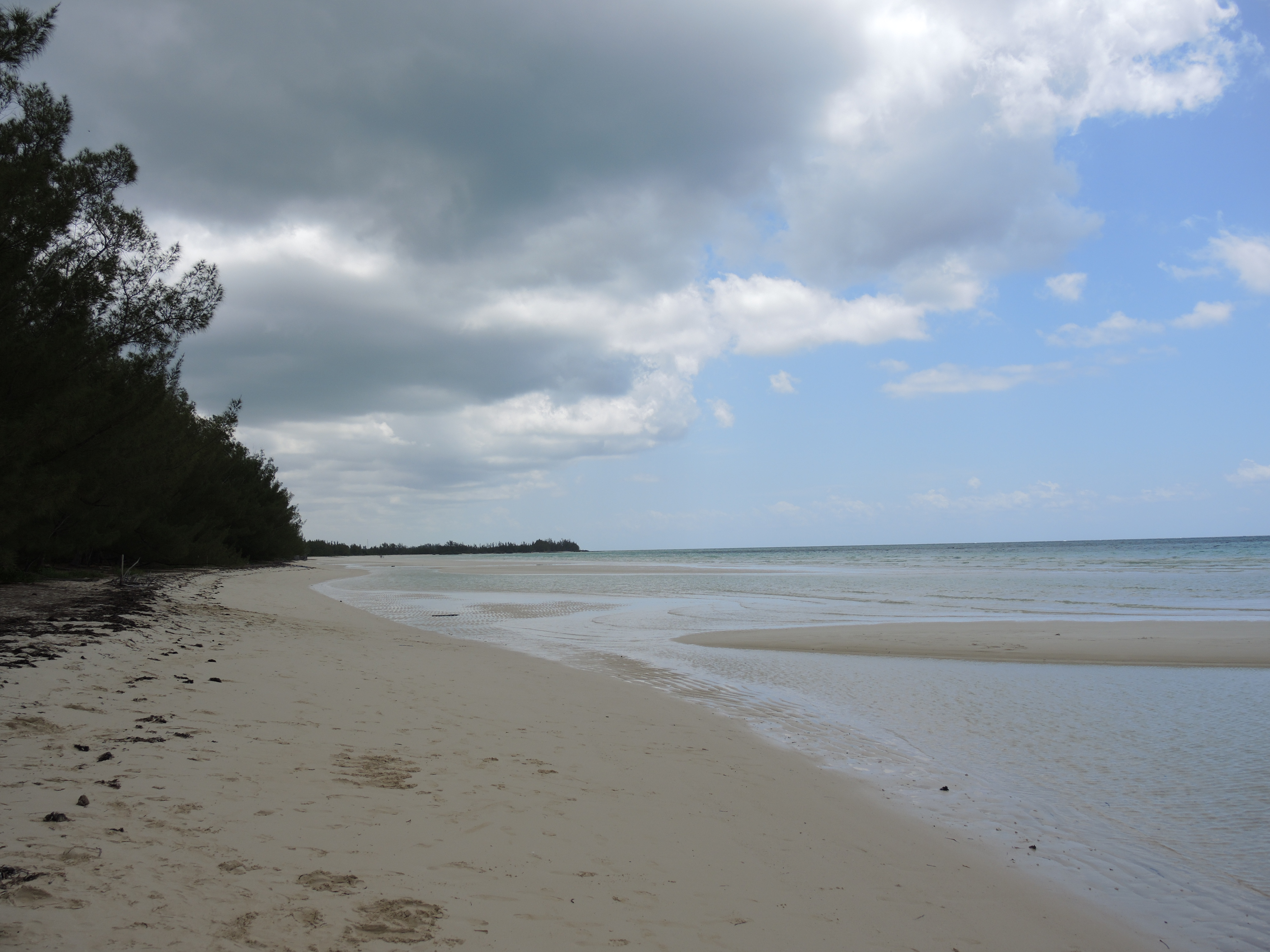
Gold Rock Beach
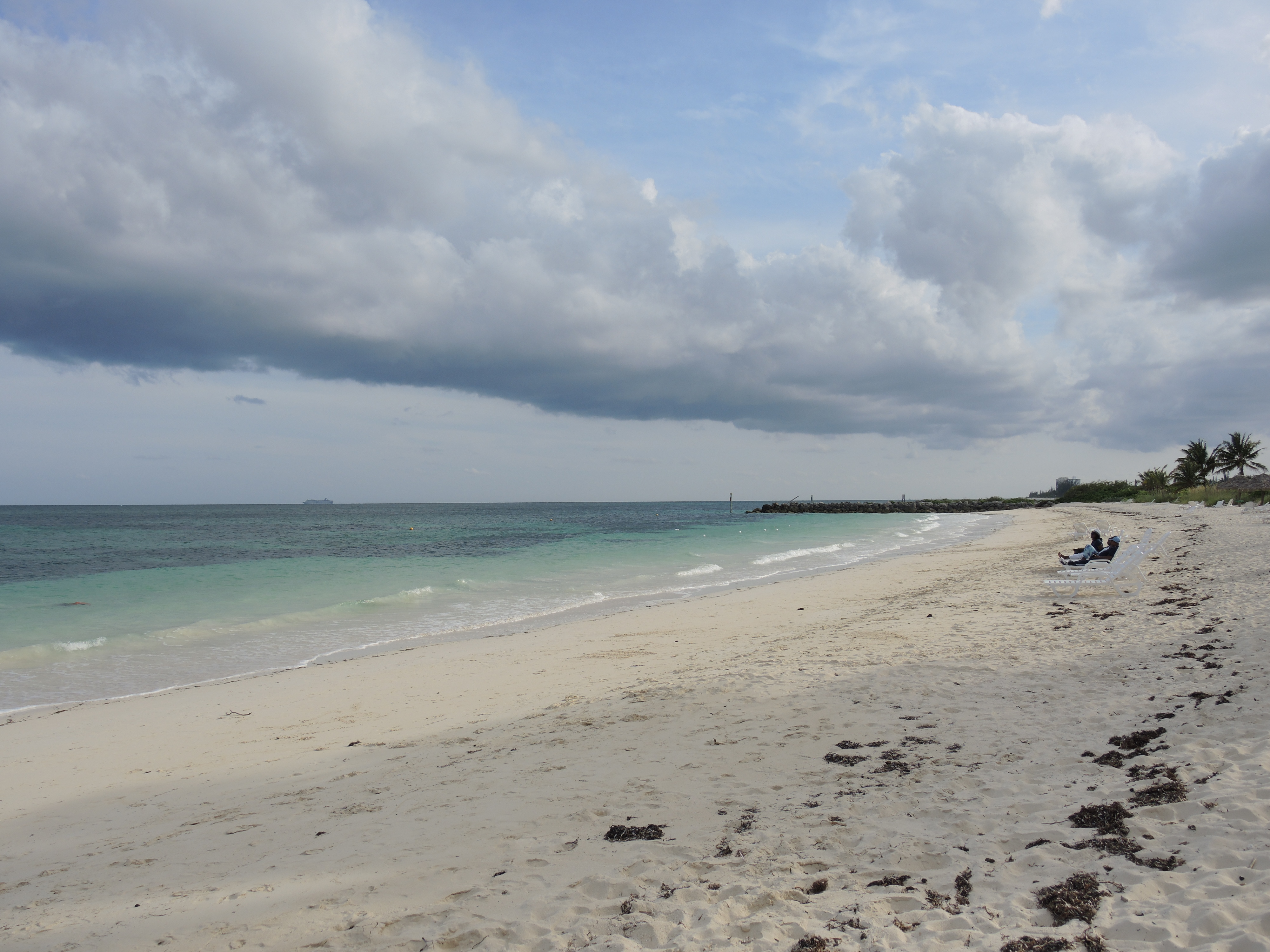
Taino Beach